# Cher Lloyd
Pour les articles homonymes, voir Lloyd.
Cher Lloyd, née le 28 juillet 1993 à Malvern, est une chanteuse et une rappeuse britannique, révélée par l'émission The X Factor en 2010 au Royaume-Uni où elle finit en 4e position.
Son premier single, Swagger Jagger, sort en juillet 2011. Il devient 1er dans les charts anglais et 2e dans les charts irlandais. Son second single, With Ur Love, en featuring avec Mike Posner, sort le 31 octobre 2011 et devient 4e dans les charts anglais et 5e dans les charts irlandais.
En 2013, elle a joué son propre rôle dans l'épisode Le Scandale (Big Time Scandal) de la série diffusée sur Nickelodeon, Big Time Rush. 

## Biographie
Cher Lloyd est une chanteuse, rappeuse et compositrice, originaire de Malvern dans le Worcestershire, au Royaume-Uni. Elle y vit avec son père Darren, sa mère Dina, son frère Josh et ses sœurs Rosie et Sophie. Elle a souffert d'intimidation auparavant et souhaite lutter contre ça.
Cher étudie à l'école universitaire Some Park. En 2009, afin de devenir chanteuse, elle suit les cours d'art du spectacle à l'école Dyson Perrins CE Sports. Elle effectue l'une de ses premières prestations en tant que chanteuse dans un camp de vacances, où elle fait face à un public peu réceptif.
Puis elle auditionne pour l'émission anglaise The X-Factor. Cependant, ce n'est qu'après avoir changé de style musical qu'elle réussit à retenir l'attention du jury : elle auditionne donc la deuxième fois avec la chanson de Keri Hilson Turn My Swag On (reprise du tube de Soulja Boy) et parvient à la deuxième étape de l'émission. La jeune artiste termine 4e au classement final.
En janvier 2012, à 18 ans, Cher annonce qu'elle s'est fiancée à son coiffeur Craig Monk - son compagnon depuis avril 2011. Ils se sont mariés le 18 novembre 2013 lors d'une cérémonie intime. À la suite de son mariage avec Craig, Cher est devenue la belle-mère de la fille de ce dernier, Tillie (née en 2011), issue d'une précédente union. Ensemble, ils ont deux filles : Delilah-Rae (née le 25 mai 2018) et Eliza Violet (née le 9 septembre 2023).

### X Factor (2010)
Cher Lloyd commence sa carrière en participant au télé-crochet X Factor au Royaume-Uni en 2010.
Lors de son audition, elle interprète Turn My Swag On du rappeur Soulja Boy, c'est à ce jour l'une des auditions les plus vues sur Youtube, elle est souvent reconnue comme étant l'une des auditions inoubliables de X Factor.
Au bootcamp, elle chante une version rap de Viva la Vida, en ajoutant des paroles qu'elle prétend avoir écrites elle-même en totalité, en réalité empruntées à une chanson du rappeur Swizz Beatz. C'est une des premières discrétisations auxquelles s'accordera la chanteuse. Cependant, la prestation entière n'est pas diffusée et ne montre que les paroles de Cher. À la maison des juges, elle choisit d'interpréter la chanson Cooler Than Me de Mike Posner, mais souffrant d'une infection à la gorge, elle ne peut pas terminer sa chanson, et, après un deuxième essai, elle éclate en sanglots et décide d’abandonner. Malgré cela, elle est choisie comme l'une des trois filles finalistes par son mentor Cheryl Cole.
Lors du premier prime en direct, Cher Lloyd chante une interprétation de Just Be Good to Me devant 12,62 millions de téléspectateurs. Dans le deuxième prime en direct, elle chante Hard Knock Life (Ghetto Anthem). Lors du troisième prime en direct, elle interprète un mashup de No Diggity et Shout, et dans le quatrième prime en direct, elle chante l'une des prestations les plus mémorables de la saison, Stay; pour la première fois, Cher Lloyd n’interprète pas du rap, et Simon Cowell, producteur et juré de l'émission, estime qu’il s’agit de la « performance de la saison ». La cinquième semaine, Cher Lloyd chante Empire State of Mind, mais les juges, après sa performance de la semaine précédente, sont déçus. Le 6e live show verra Cher interpréter un mashup de Sorry Seems to Be et Mocking Bird. Pour sa septième participation, Cher Lloyd doit, pour la première fois, faire face à l'élimination après son interprétation de Imagine, mais Cowell, Cole et Walsh la sauvent lors de la confrontation finale avec Paije Richardson, qui est éliminée. La semaine suivante, Cher interprète Girlfriend, suivi de Walk This Way. Les deux prestations sont créditées par les juges et elle est sauvée par les votes du public la nuit suivante, ce qui assure sa participation à la demi-finale. Lors de la demi-finale, Cher Lloyd chante Nothin' on You et Love the Way You Lie. Elle est pour la seconde fois en ballottage, cette fois-ci face à Mary Byrne. Cher est une nouvelle fois repêchée par les juges et obtient par conséquent sa place en finale, bien qu’elle soit créditée du plus faible pourcentage des votes du public. En finale, elle effectue un mash-up de The Clapping Song et Get Ur Freak On, suivi d'un duo avec Will.i.am, qui est un mashup de Where Is the Love? et I Gotta Feeling. Ayant reçu le moins de votes du public, elle est éliminée et obtient la quatrième place.

### Stick + Stones (2012)
Après X Factor, Cher signe avec Syco Music, le label de Simon Cowell. Le producteur RedOne et la chanteuse Autumn Rowe travaillent sur le premier album de Cher Lloyd, prévu pour novembre 2011. Des collaborations avec Busta Rhymes, Mike Posner et Ghetts sont annoncées. Le clip vidéo de son premier single Swagger Jagger sort le 1er juillet 2011, et le titre est classé no 1 des ventes la semaine de sa sortie au Royaume-Uni, malgré des critiques mitigées, voire négatives. With Ur Love, en duo avec le chanteur Mike Posner, est annoncé comme deuxième single. Le clip sort le 1er octobre 2011 et effectue sa première lors de l'émission T4 (Channel 4). Contrairement à Swagger Jagger, ce nouveau single reçoit des critiques plutôt positives. Avant son prochain single, Cher sort le clip de Dub On The Track le 13 décembre 2011 (avec Mic Righteous, Dot Rotten et Ghetts). Le 11 décembre 2011, elle annonce sa tournée au Royaume-Uni, le Sticks + Stones Tour, et, le 6 janvier 2012, le clip de Want U Back (en duo avec Astro) parait, c'est son troisième single. La chanson reçoit des critiques plutôt positives, comme ce fut le cas pour son deuxième single. C'est le premier single diffusé aux États-Unis.
Afin de promouvoir la sortie de la version américaine de l'album le premier single qui est Want U Back bénéficie d'un nouveau clip. Ce single a intégré le top 20 du Billboard Hot 100, le top 10 des ventes digitales et a été certifié disque de platine avec plus de 1 500 000 exemplaires vendu. En 2013, la chanteuse française Leslie collabore sur l'adaptation française du single Want U Back. Le 2 octobre 2012 paraît l'édition américaine de Sticks & Stones dont Oath en duo avec Becky G est le 2e titre exploité. Durant la fin du mois d'octobre Cher Lloyd participe, en première partie, à la tournée du groupe Hot Chelle Rae en Australie.

### Sorry I'm Late (2014)
Cher Lloyd revient en septembre 2013 avec son single « I Wish » en featuring avec le rappeur américain T.I. La chanteuse sort en mai 2014 (sortie initialement prévue en novembre 2013 puis reportée) son deuxième album intitulé Sorry I'm Late dont le second single sera sa chanson "Sirens".

### CL3 (2020)
Le 8 mars 2016, la chanteuse a posté un message accompagné d'une vidéo et le hashtag #CL3 sur Twitter, annonçant un nouvel album pour bientôt. Elle dit dans cette vidéo : "Je voudrais vour remercier d'avoir été si patient. Cela fait un bout de temps mais je vous assure que ça valait le coup d'attendre, je suis pressée que tout le monde puisse l'entendre.. Cher sort une chanson pour ses fans "Activated" le 22 juillet 2016. Le clip est sorti le 24 août 2016. Cette chanson n'est pas un single officiel de son prochain album.
Après la sortie de Sorry I'm Late, Cher Lloyd quittera le label Epic Records pour signer un nouveau contrat chez Universal Music Group avec qui elle travaille actuellement sur son troisième album.
En  2018, après avoir annoncé avoir signé avec un label d'Universal Music Group, elle annonce la sortie de son nouveau single pour octobre. Celui-ci se nomme None Of My Business et sort le 19 octobre 2018. Il signe le retour de la chanteuse plus de quatre ans après son dernier album.
Le 4 octobre 2019, presque un an après la sortie du single None Of My Business, la chanteuse anglaise annonce la sortie  de son nouveau single sur ses réseaux sociaux. 
Celui-ci se nomme M.I.A et sort le 11 octobre 2019 sur toutes les plateformes de téléchargement légales.
En avril 2020, la chanteuse sort un nouveau single qui se nomme Lost. Le 24 avril 2020, le clip vidéo produit par Phase Film Ltd. sort sur Youtube, c'est un clip dont l'artiste se dit très fière parce qu'il est différent des autres et a été tourné en une seule prise.

## Collaborations
En octobre 2012, Cher Lloyd apparaît dans le nouveau titre de Sean Kingston : Rum and Raybans.
En mai 2013, Cher Lloyd apparaît dans le titre de Demi Lovato : Really Don't Care.
En 2013, elle a également fait un duo avec le chanteur Ne-Yo intitulé It's All Good pour Fruttare Fruit Bars.
En 2014, elle collabore avec le rappeur T.I. sur le titre I Wish.
En janvier 2015, Cher Lloyd apparaît dans le titre What I Like du rappeur Benj.
En août 2018, Cher Lloyd apparaît dans le titre 4U de Joakim Molitor.
Le 12 septembre 2019, la chanteuse sort un single avec les artistes Quintino & AFSHeeN, il se nomme Don't Lose Love 

## Discographie

### Albums
- 2011 : Sticks + Stones

1. Grow Up (featuring Busta Rhymes)
2. Want U Back
3. With Ur Love (featuring Mike Posner)
4. Swagger Jagger
5. Beautiful People (featuring Carolina Liar)
6. Playa Boi
7. Superhero
8. Over the Moon
9. Dub on the Track (featuring Mic Righteous, Dot Rotten and Ghetts)
10. End Up Here

Bonus présents dans les versions UK :
1. Stay
2. Talkin' That

Titres présents dans la version US :
1. Want U Back
2. Behind the Music
3. Oath (featuring Becky G)

Bonus présents dans les versions US :
1. Riot !
2. Want U Back (featuring Snoop Dogg) ou (featuring Astro)
3. Talkin' That
4. Over the Moon

- 2014 : Sorry I’m Late

1. Just Be Mine
2. Bind Your Love
3. I Wish (featuring T.I.)
4. Sirens
5. Dirty Love
6. Human
7. Sweet Despair
8. Killin' It
9. Goodnight
10. M.F.P.O.T.Y.
11. Alone with Me

### Singles
En tant qu'artiste principal
| Titre                                                                | Année | Meilleure position | Meilleure position | Meilleure position | Meilleure position | Meilleure position | Meilleure position | Meilleure position | Meilleure position | Meilleure position | Meilleure position | Certifications                                                                                       | Album           |
| Titre                                                                | Année | Royaume-Uni        | Australie          | Belgique           | Canada             | Irlande            | Japon              | Pays-Bas           | Nouvelle-Zélande   | Écosse             | États-Unis         | Certifications                                                                                       | Album           |
| -------------------------------------------------------------------- | ----- | ------------------ | ------------------ | ------------------ | ------------------ | ------------------ | ------------------ | ------------------ | ------------------ | ------------------ | ------------------ | --- | --------------- |
| Swagger Jagger                                                       | 2011  | 1                  | —                  | 43                 | —                  | 2                  | 5                  | 60                 | —                  | 1                  | —                  | | Sticks + Stones |
| With Ur Love (featuring Mike Posner)                                 | 2011  | 4                  | 43                 | 61                 | —                  | 5                  | 6                  | —                  | 16                 | 3                  | —                  | - Australie : Or - Nouvelle-Zélande : Or                                                             | Sticks + Stones |
| Want U Back                                                          | 2012  | 25                 | 36                 | 44                 | 11                 | 18                 | 33                 | —                  | 3                  | 23                 | 9                  | - Australie : Platine - Nouvelle-Zélande : Platine - Grèce : Disque de bronze - États-Unis : Platine | Sticks + Stones |
| Oath (featuring Becky G)                                             | 2012  | —                  | 58                 | —                  | 88                 | —                  | —                  | —                  | 15                 | —                  | 73                 | | Sticks + Stones |
| I Wish (featuring T.I.)                                              | 2013  | —                  | 40                 | —                  | —                  | —                  | —                  | —                  | 16                 | —                  | —                  | | Sorry I'm Late  |
| Sirens                                                               | 2014  | 41                 | —                  | —                  | —                  | 53                 | —                  | —                  | —                  | 20                 | —                  | | Sorry I'm Late  |
| None of My Business                                                  | 2018  | —                  | —                  | —                  | —                  | —                  | —                  | —                  | —                  | 58                 | —                  | | TBA             |
| M.I.A                                                                | 2019  | —                  | —                  | —                  | —                  | —                  | —                  | —                  | —                  | —                  | —                  | | TBA             |
| Lost                                                                 | 2020  | —                  | —                  | —                  | —                  | —                  | —                  | —                  | —                  | 89                 | —                  | | TBA             |
| One Drink Away                                                       | 2020  | —                  | —                  | —                  | —                  | —                  | —                  | —                  | —                  | —                  | —                  | | TBA             |
| « — » Signifie que le single n'est pas classé ou sorti dans le pays. |       |                    |                    |                    |                    |                    |                    |                    |                    |                    |                    | |                 |

- A : La version européenne de Want U Back est en collaboration avec le rappeur américain Astro.

En tant qu'artiste invité
| Titre                                                | Année | Meilleure position | Meilleure position | Meilleure position | Album |
| Titre                                                | Année | Royaume-Uni        | Irlande            | Écosse             | Album |
| ---------------------------------------------------- | ----- | ------------------ | ------------------ | ------------------ | ----- |
| Heroes (avec les finalistes de X Factor saison 7)    | 2010  | 1                  | 1                  | 1                  | NC    |
| Rum and Raybans (Sean Kingston featuring Cher Lloyd) | 2012  | —                  | —                  | —                  | NC    |
| It's All Good (Ne-Yo feat. Cher Lloyd)               | 2014  | —                  | —                  | —                  | NC    |
| Really Don't Care (Demi Lovato feat. Cher Lloyd)     | 2014  | 92                 | 82                 | 50                 | Demi  |

### Concerts/Tournées
- 2011 : The X Factor Tour
- 2012 : Whatever World Tour (première partie de Hot Chelle Rae)
- 2012 : Sticks + Stones Tour
- 2013 : I Wish Tour
- 2014 : The Neon Lights Tour (première partie de Demi Lovato)

## Clips vidéo
| Titre                     | Année | Artiste                                                   | Directeur                  |
| ------------------------- | ----- | --------------------------------------------------------- | -------------------------- |
| Swagger Jagger            | 2011  | Cher Lloyd                                                | Barney Steel + Mike Sharpe |
| With Ur Love              | 2011  | Cher Lloyd (featuring Mike Posner)                        | Barney Steel + Mike Sharpe |
| Dub on the Track          | 2011  | Cher Lloyd (featuring Mic Righteous, Dot Rotten & Ghetts) | Paris Zarcilla             |
| Want U Back               | 2012  | Cher Lloyd (featuring Astro)                              | Parris                     |
| Want U Back (US version)  | 2012  | Cher Lloyd                                                | Unknown                    |
| Oath                      | 2012  | Cher Lloyd (featuring Becky G)                            | Hannah Lux Davis           |
| With Ur Love (US version) | 2013  | Cher Lloyd                                                | Hannah Lux Davis           |
| I Wish                    | 2013  | Cher Lloyd (featuring T.I.)                               |                            |
| Sirens                    | 2014  | Cher Lloyd                                                | Darren Craig               |
| Really Don't Care         | 2014  | Demi Lovato featuring Cher Lloyd                          | Ryan Pallotta              |
| Activated                 | 2016  | Cher Lloyd                                                | Cala3reeze                 |
| None Of My Business       | 2018  | Cher Lloyd                                                | Myles Whittingham          |